# Dmitrij Jašin
Dmitrij Valer'evič Jašin (in russo Дмитрий Валерьевич Яшин?; Pochvistnevo, 25 aprile 1993) è un calciatore russo, difensore del Kuban'.

## Palmarès

### Competizioni nazionali
- Coppa d'Armenia: 1

Ganjasar: 2017-2018